# Per un'ora d'amore: The Virgin Collection
Per un'ora d'amore: The Virgin Collection è la ventesima raccolta dei Matia Bazar, pubblicata su CD dalla EMI Italiana (catalogo 999 2 08182 2) nel 2008.

## Descrizione
Raccolta ufficiale in cui tutti i brani sono rimasterizzati e provengono dall'antologia Souvenir: The Very Best of Matia Bazar del 1998, eccetto Tu semplicità dalla raccolta The Best Platinum Collection (2007) e Il tempo del sole dal remaster 1991 dell'omonimo album originale del 1980.
Tutte le canzoni sono cantate da Antonella Ruggiero.
Nessun inedito, né singolo estratti.

## Tracce
L'anno indicato è quello di pubblicazione dell'album o del singolo che contiene il brano.

1. Per un'ora d'amore (versione album) – 3:58 (testo: Giovanni Belfiore, Aldo Stellita – musica: Piero Cassano, Carlo Marrale) – 1976
2. Solo tu – 3:28 (testo: Aldo Stellita – musica: Piero Cassano, Carlo Marrale) – 1977
3. Vacanze romane – 4:14 (testo: Giancarlo Golzi – musica: Carlo Marrale) – 1983
4. Ti sento – 4:15 (testo: Aldo Stellita – musica: Sergio Cossu, Carlo Marrale) – 1985
5. C'è tutto un mondo intorno – 4:20 (testo: Giancarlo Golzi, Aldo Stellita – musica: Antonella Ruggiero, Piero Cassano, Carlo Marrale) – 1979
6. Stasera... che sera! – 3:23 (testo: Aldo Stellita – musica: Piero Cassano, Carlo Marrale) – 1976
7. Tu semplicità – 4:16 (testo: Giancarlo Golzi, Aldo Stellita – musica: Antonella Ruggiero, Piero Cassano, Carlo Marrale) – 1978
8. Mister Mandarino – 3:40 (testo: Aldo Stellita – musica: Piero Cassano, Carlo Marrale) – 1978
9. Il tempo del sole – 4:34 (testo: Giancarlo Golzi, Aldo Stellita – musica: Antonella Ruggiero, Piero Cassano, Carlo Marrale) – 1980
10. E dirsi ciao – 4:48 (testo: Giancarlo Golzi, Aldo Stellita – musica: Antonella Ruggiero, Piero Cassano, Carlo Marrale) – 1978
11. Aristocratica – 4:55 (testo: Aldo Stellita – musica: Carlo Marrale) – 1984
12. Stringimi (versione album) – 5:18 (testo: Aldo Stellita – musica: Sergio Cossu) – 1989
13. Noi (versione album) – 5:06 (testo: Aldo Stellita – musica: Sergio Cossu) – 1987
14. Matia Bazar con Enzo Jannacci – Elettrochoc – 4:49 (testo: Giancarlo Golzi – musica: Carlo Marrale) – 1983
15. Il video sono io – 3:56 (testo: Giancarlo Golzi – musica: Antonella Ruggiero) – 1983
16. Fantasia – 4:13 (testo: Giancarlo Golzi, Aldo Stellita – musica: Antonella Ruggiero, Carlo Marrale) – 1982
17. Mi manchi ancora – 5:28 (testo: Aldo Stellita – musica: Antonella Ruggiero, Sergio Cossu) – 1987
18. La prima stella della sera – 4:31 (testo: Aldo Stellita – musica: Sergio Cossu, Carlo Marrale) – 1988

## Formazione
Gruppo
- Antonella Ruggiero - voce solista, percussioni
- Sergio Cossu, Mauro Sabbione - tastiere
- Piero Cassano - tastiere, voce, chitarra
- Carlo Marrale - chitarre, voce
- Aldo Stellita - basso
- Giancarlo Golzi - batteria, percussioni